# The place in which I am now.
The place in which I am now. – pierwszy singel zespołu Crazy shampoo, planowany do wydania 7 marca 2012.

## Lista utworów
| Nr | Tytuł                                     | Czas |
| -- | ----------------------------------------- | ---- |
| 1. | "The place in which I am now."            | 4:30 |
| 2. | "Waga mama mearī" (jap. わがままメアリー) | 2:52 |